# Chen Hongyi
Chen Hongyi (en chino simplificado, 陈虹伊; pinyin, Chén Hóngyī (Beijing, República Popular de China; 19 de septiembre de 2002) es una patinadora artística sobre hielo china. Campeona de la Copa de China 2020 y tres veces campeona nacional de China.

### Primeros años
El debut internacional de Chen Hongyi fue en septiembre de 2017, durante el Grand Prix Júnior celebrado en Croacia, donde obtuvo el lugar 16 general. En su siguiente participación quedó en el décimo lugar, durante el evento del Grand Prix Júnior de Polonia. En diciembre de 2017 ganó el bronce en el Campeonato Nacional de Patinaje de China. Obtuvo una plaza para el Campeonado Mundial de Patinaje Júnior de 2018, donde quedó ubicada en el lugar 18 general.

### Temporada 2018–2019
Tuvo su debut en nivel sénior a nivel internacional en el Trofeo del Abierto de Asia 2018, donde quedó en sexto lugar general. Durante el Campeonato de los Cuatro Continentes de 2019, quedó en el lugar 14. Su participación en el mundial de Patinaje Júnior de 2019 la dejó en el lugar 19.

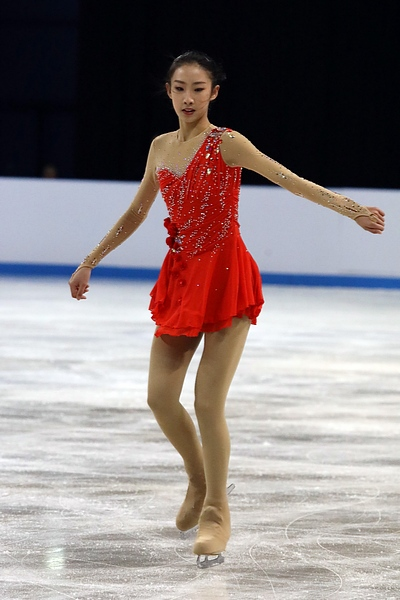
Chen Hongyi en el Mundial Júnior de 2018.

### Temporada 2019–2020
El debut en nivel sénior de Chen fue durante la temporada 2019-2020, en el Grand Prix de Patinaje, donde participó en las pruebas de la Copa de China y la Copa Rostelecom, quedó en el noveno y octavo lugar general respectivamente. Ganó la medalla de plata en el Campeonato Nacional de China en 2020 y participó en el Campeonato de los Cuatro Continentes de 2020. Fue asignada para el Campeonato Mundial de Patinaje de 2020, pero el evento fue cancelado por la pandemia del coronavirus COVID-19.

### Temporada 2020–2021
Con la situación de la pandemia de COVID-19, las asignaciones de eventos de la Unión Internacional de Patinaje sobre Hielo fueron solamente basado en las áreas geográficas de los patinadores. Chen fue asignada soloamente a la Copa de China de 2020, donde ganó el oro. También tuvo una participación en Campeonato Mundial de Patinaje de 2021 en Suecia, donde quedó en el lugar 21 general. Los resultados en los eventos le aseguraron una plaza para China en los Juegos Olímpicos de Pekín 2022.

### Programas
| Temporada | Programa corto                                                                  | Programa libre                                                     | Exhibición |
| --------- | ------------------------------------------------------------------------------- | ------------------------------------------------------------------ | --- |
| 2022–2023 | - Experience de Ludovico Einaudi coreo de Lori Nichol                           | - Jasmine Flower de Lang Lang coreo de Lori Nichol                 | |
| 2021–2022 | - Experience de Ludovico Einaudi coreo de Lori Nichol                           | - Jasmine Flower de Lang Lang coreo de Lori Nichol                 | |
| 2020–2021 | - Love Theme de Cinema Paradiso de Ennio Morricone coreo de Lori Nichol         | - I Have the Strength to Fly de Xiaoduo Cheng coreo de Lori Nichol | - Dance For Me Wallis de Abel Korzeniowski coreo de Misha Ge - Notte stellata de Tony Renis, Camille Saint-Saëns deIl Volo coreo de Misha Ge |
| 2019–2020 | - Orquesta en D Major de Johann Sebastian Bach coreo de Misha Ge                | - Dance For Me Wallis de Abel Korzeniowski coreo de Misha Ge       | |
| 2018–2019 | - Notte stellata de Tony Renis, Camille Saint-Saëns deIl Volo coreo de Misha Ge | - Baghdad de Jesse Cook coreo de Misha Ge                          | |
| 2017–2018 | - The Arena de Lindsey Stirling                                                 | - Why Are The Flowers So Red                                       | |

### Resultados
| Internacional                                  | Internacional       | Internacional     | Internacional     | Internacional     | Internacional     | Internacional     |
| Evento                                         | Temporada 2016-2017 | Temporada 2017–18 | Temporada 2018–19 | Temporada 2019–20 | Temporada 2020–21 | Temporada 2021–22 |
| ---------------------------------------------- | ------------------- | ----------------- | ----------------- | ----------------- | ----------------- | ----------------- |
| Mundiales                                      |                     |                   | 19                | C                 | 21                |                   |
| Cuatro Continentes                             |                     |                   | 14                | 11                |                   |                   |
| GP Copa de China                               |                     |                   |                   | 9                 | 1                 | C                 |
| GP Gran Premio de Italia                       |                     |                   |                   |                   |                   | WD                |
| GP Copa Rostelecom                             |                     |                   |                   | 8                 |                   |                   |
| CS Trofeo Alpen                                |                     |                   | 10                |                   |                   |                   |
| CS Abierto de Asia                             |                     |                   | 6                 |                   |                   | WD                |
| CS Golden Spin de Zagreb                       |                     |                   | 7                 |                   |                   |                   |
| Trofeo de Shanghái                             |                     |                   |                   | 5                 |                   |                   |
| Internacional                                  |                     |                   |                   |                   |                   |                   |
| Campeonato Mundial Júnior                      |                     | 18                | 19                |                   |                   |                   |
| JGP Grand Prix de Austria                      |                     |                   | 8                 |                   |                   |                   |
| JGP Grand Prix de Croacia                      |                     | 16                |                   |                   |                   |                   |
| JGP Grand Prix de Polonia                      |                     | 10                |                   |                   |                   |                   |
| Nacionales                                     |                     |                   |                   |                   |                   |                   |
| Campeonato Nacional de China                   | 4                   | 3                 | 3                 | 2                 | C                 | C                 |
| TBD = asignado; WD = abandonado; C = cancelado |                     |                   |                   |                   |                   |                   |